# Bernard Vukas
Bernard Vukas (1. května 1927 Záhřeb – 4. dubna 1983 Záhřeb) byl jugoslávský (chorvatský) fotbalista.
Hrál útočníka především za Hajduk Split. S reprezentací získal stříbro na OH 1948 a 1952 a byl na MS 1950 a 1954.

## Hráčská kariéra
Bernard Vukas hrál útočníka za NK Amater Záhřeb, NK Záhřeb, Hajduk Split, Boloňu, Klagenfurt, Grazer AK a Kapfenberg.
S reprezentací Jugoslávie získal stříbro na OH 1948 a 1952 a byl na MS 1950 a 1954. Celkem hrál 59 zápasů a dal 22 gólů.
V roce 1953 hrál v týmu FIFA proti Anglii a v roce 1955 v týmu UEFA proti Británii.

## Úspěchy

### Reprezentace
Jugoslávie
- 2. místo na OH: 1948 a 1952

### Klub
Hajduk Split
- Jugoslávská liga: 1950, 1952, 1955

### Individuální
- Král střelců jugoslávské ligy: 1955 (20 gólů)
- Nejlepší chorvatský fotbalista historie (Chorvatský fotbalový svaz): 2000
- Nejlepší jugoslávský sportovec (Sportske novosti): 1955
- 67. místo v anketě Největší Chorvat: 2004